# Ubangaa
Ubangaa è una circoscrizione rurale (rural ward) della Tanzania situata nel distretto di Pangani, regione di Tanga. Conta una popolazione di 2 112 abitanti (censimento 2012).